# Janisławice (Gran Polonia)
Janisławice es un pueblo en el distrito administrativo de la gmina de Sośnie, comprendida en el distrito de Ostrów Wielkopolski, Voivodato de Gran Polonia, en el centro oeste de Polonia., Se encuentra aproximadamente a 7 kilómetros al oeste de Sośnie, a 22 kilómetros al suroeste de Ostrów Wielkopolski, y a 111 kilómetros al sureste de la capital regional Poznań.